# Elephantomyia (Elephantomyia) mossambica
Elephantomyia (Elephantomyia) mossambica is een tweevleugelige uit de familie steltmuggen (Limoniidae). De soort komt voor in het Afrotropisch gebied.